# Дрогобицька ратуша
Дрого́бицька міська́ ратуша — адміністративна будівля, у якій розташована Дрогобицька міська рада.

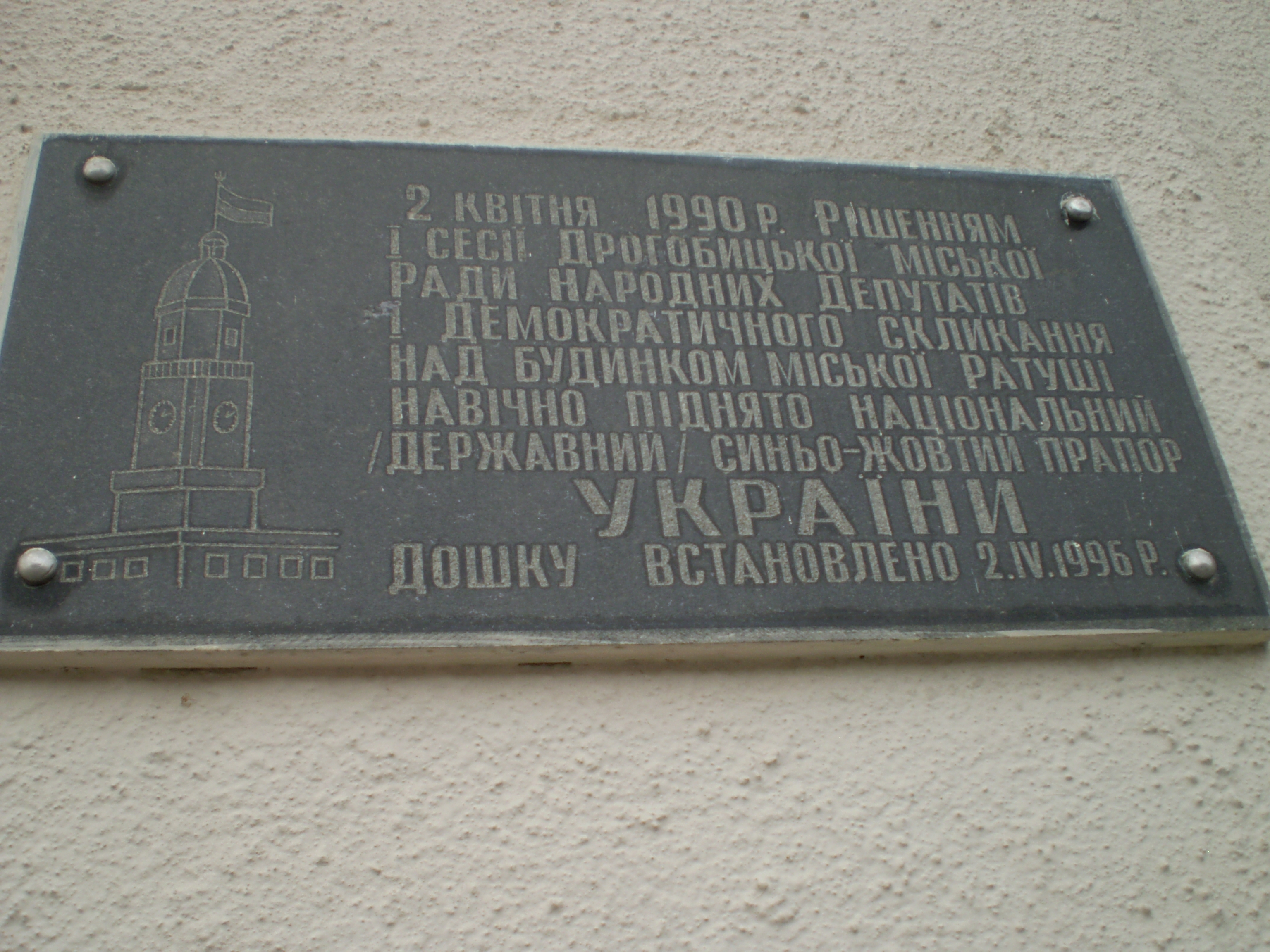
Пам'ятна дошка на честь шостої річниці встановлення національного прапора

Дрогобицька ратуша має давню історію. З середини XIV ст. місто в складі земель Східної Галичини потрапило під владу шляхетської Польщі. Воно розвивається завдяки солеварінню; зростає чисельність населення, міцніє господарство. В 1422 р. Дрогобичу надано магдебурзьке право, підтверджене в 1460 році королем Казимиром IV. Виникла потреба у будівлі міської ради. В результаті було збудовано ратушу. Перша (стара) ратуша була дерев'яною, друга (нова) — з цегли, на три поверхи (висота близько 45 метрів).

## Стара ратуша
Стара ратуша була дерев'яною. Внизу містились кімнати війта, писаря та канцелярія; бургомістр і райці засідали у великій кімнаті другого поверху. Там же була скарбівня, казна і міський архів. Третій поверх був невеликим, там розташовувалась кімната трубача, в обов'язки якого входило стежити, чи немає де пожежі і чи не нападає хтось на місто, та вчасно сповіщати про це населення, а у підвалі містились камери для ув'язнених. Але до XIX ст. будівля старої ратуші застаріла, по стіні пішла тріщина, і тому, у 1829 р. стару ратушу розбирають та будують нову, за Віденським проєктом.

## Нова ратуша
Ідея будівництва нової ратуші з'явилась перед Першою світовою війною. 1913 року міська рада разом із Колом польських архітекторів оголосила конкурс на найкращий проєкт. Було утворено журі, до якого увійшли: бургомістр Раймунд Ярош, дрогобицькі інженери Францішек Єльонек і Юзеф Метціс, секретар магістрату Миколай Кедач. Від Кола архітекторів до журі делеговано архітекторів: Густава Бізанца, Івана Левинського, Діонісія Кшичковського, Міхала Лужецького, Едварда Яворського, Болеслава Павлуця, Адольфа Вайсса (як заступника). На оцінювання надійшло 47 проєктів і 26 серпня їх було попередньо розглянуто. 11 вересня оголошено рішення. Першу премію присуджено не було. Натомість її розділили і утворили додаткову другу і додаткову третю. Другі місця здобули проєкти Антонія Будковського з Кобежина і Фердинанда Ліблінга з Кракова. Третю премію здобув спільний проєкт Франциска Мончинського і Тадеуша Стриєнського з Кракова, а також ще один — Станіслава Філіпкевича, студента Львівської політехніки. Дрогобицький конкурс через велику кількість учасників став непересічною подією в середовищі архітекторів Галичини. Того ж року проєкти експонувались у залі засідань Львівської політехніки. Результати конкурсу обговорено у фаховій пресі. Критично щодо усталеної практики конкурсів висловився Вітольд Мінкевич у журналі «Czasopismo Techniczne». Він також подав власну оцінку конкурсних проєктів, розкритикувавши зокрема низку робіт переможців. Вирізнив серед інших проєкти Веслава Ґжимальського, Ігнатія Кендзерського, Євгена Червінського і Яна Хойновського. Архітектор Тадеуш Стриєнський у краківському часописі «Architekt» вказував на недосконале бачення самої конкурсної процедури, нечіткі критерії роботи журі, на надмірну увагу до планів споруд і деяке ігнорування інших якостей конкурсних проєктів. Усе це на його думку вплинуло на результат. Через початок війни будівництво нової ратуші не було розпочато.
Сучасну Дрогобицьку ратушу було споруджено в 1920-х роках. Частину попередньої було розібрано, та добудовано за новим проєктом, а над уцілілою частиною надбудовано третій поверх. Її архітектором був Мар'ян Нікодемович. Освятили і офіційно відкрили ратушу 29 вересня 1929 р. в неділю. Урочистість обійшлася місту у 10000 злотих. Перед ратушею встановили вівтар і відспівали молитви: ксьондз Котуля і греко-католицький отець-ректор Заянчківський.
Ратуша збудована з цегли, має три поверхи і вежу. В середині є внутрішній дворик, оточений з усіх сторін стінами ратуші. У будівлі ратуші розташований мармуровий зал — зал для сесійних засідань Дрогобицької міської ради. Колись на фасаді ратуші красувались скульптури грифонів, але їх було знято радянською владою. За незалежної України фасад ратуші підремонтували, оскільки він уже був зносився.
У 2020 році вийшла друком книга "Тріада часу: дрогобицькій ратуші 90", це перша в Україні літературна збірка, присвячена будівлі ратуші. Збірка була підготовлена до ювілею та містить як коротку історичну довідку, так і літературні твори про одну з найгарніших ратуш України.

## Вежа ратуші
З вежі ратуші видно практично все місто. На гору можна дістатися сходами. Сьогодні на вежу ратуші можна легко піднятись, для цього слід звернутись у Туристично-інформаційний центр, який знаходиться в Ратуші, тут також можна замовити і екскурсію як на вежу так і містом.  Дорогою на вежу можна побачити унікальний годинник. Його циферблати розміщені на чотири сторони світу, а дзвін відбиває кожні 15 хвилин та години. У бані вежі міститься дзвін. На вершині майорить прапор України, який, до речі, було піднято 2 квітня 1990 року — це друга схожа подія в Україні (вперше синьо-жовтий стяг було піднято над Стрийською міською радою) 14 березня 1990 року.

## Світлини

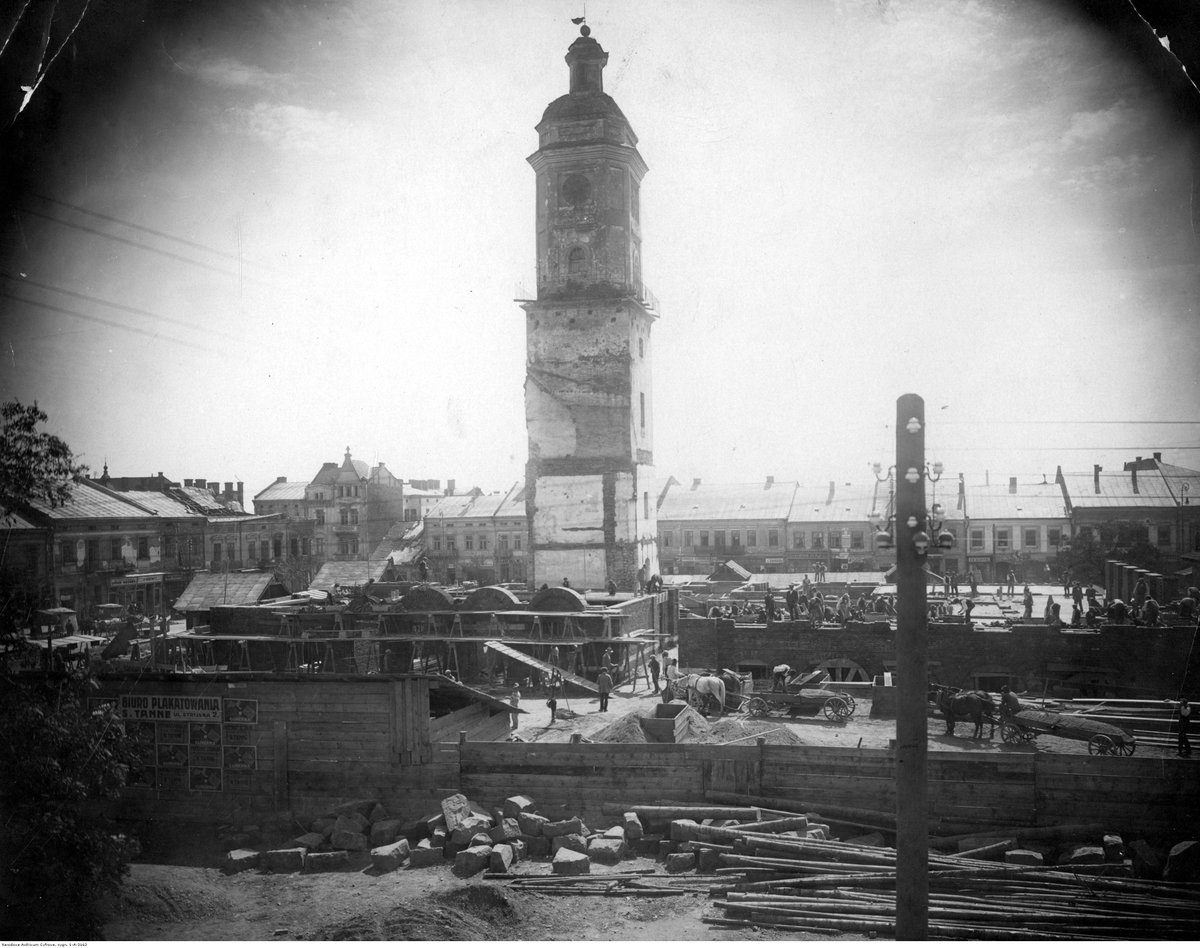
Будівництво ратуші в Дрогобичі (1926)
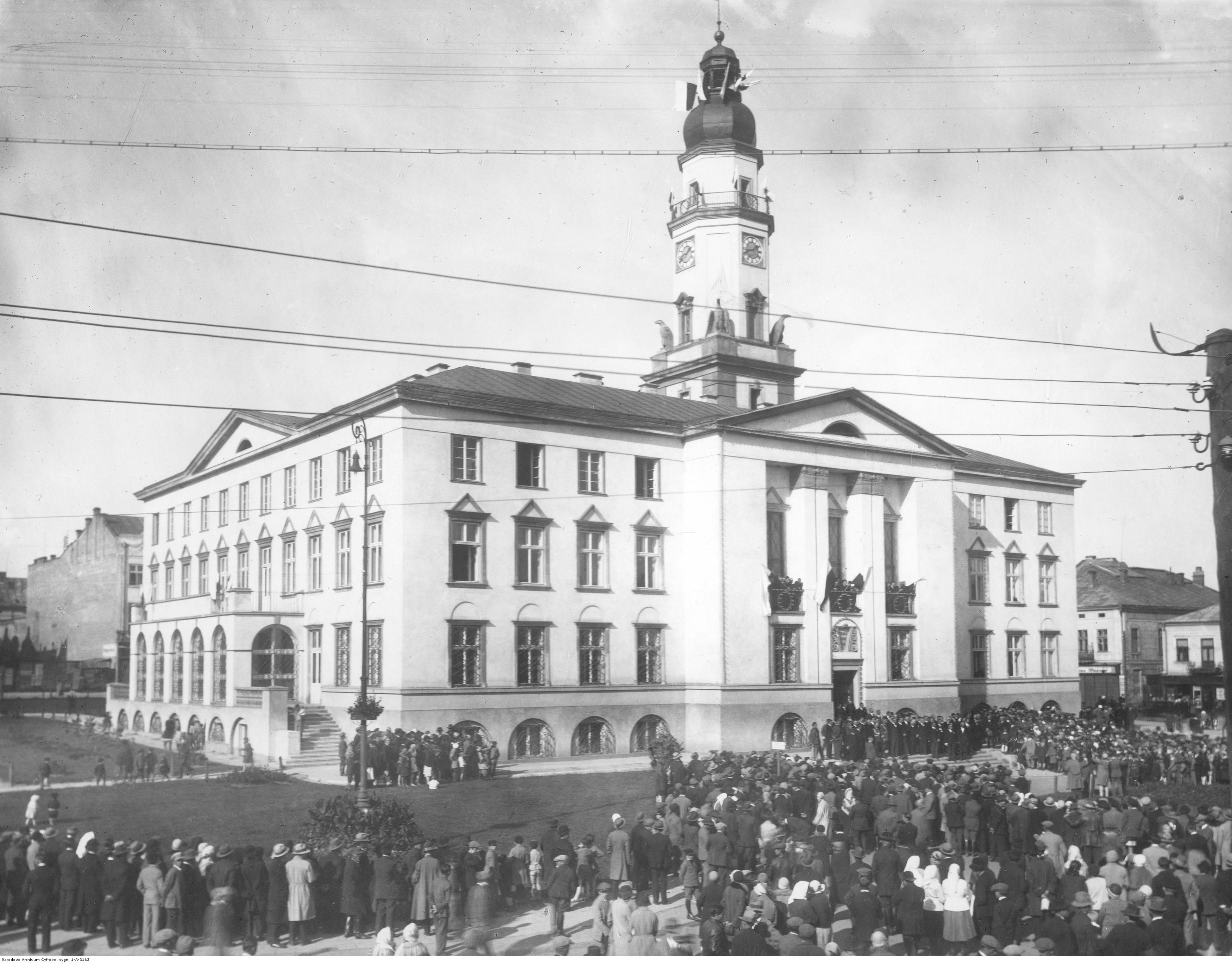
Церемонія відкриття нової будівлі дрогобицької ратуші (неділя 29 вересня 1929)
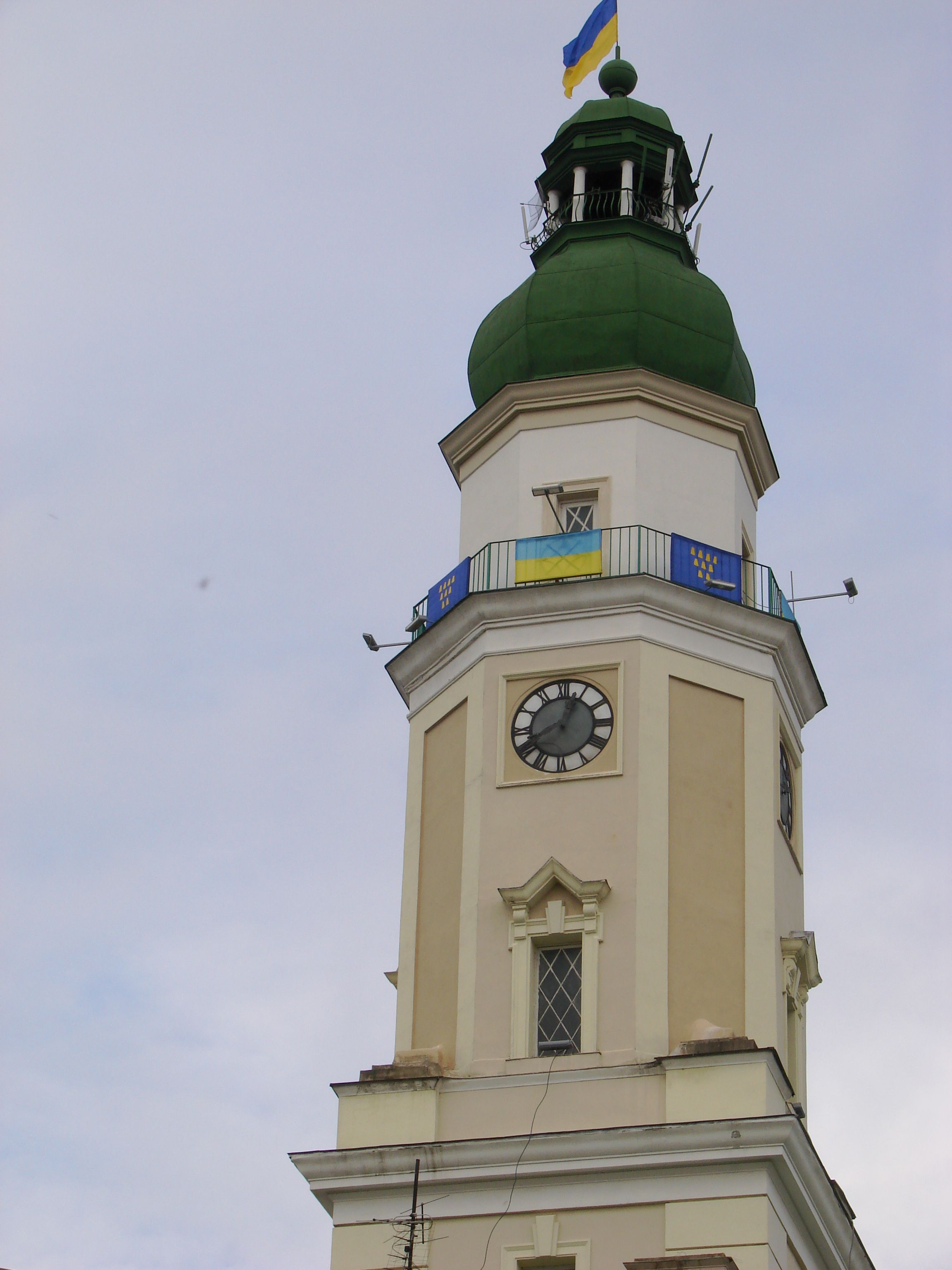
Ратушна вежа
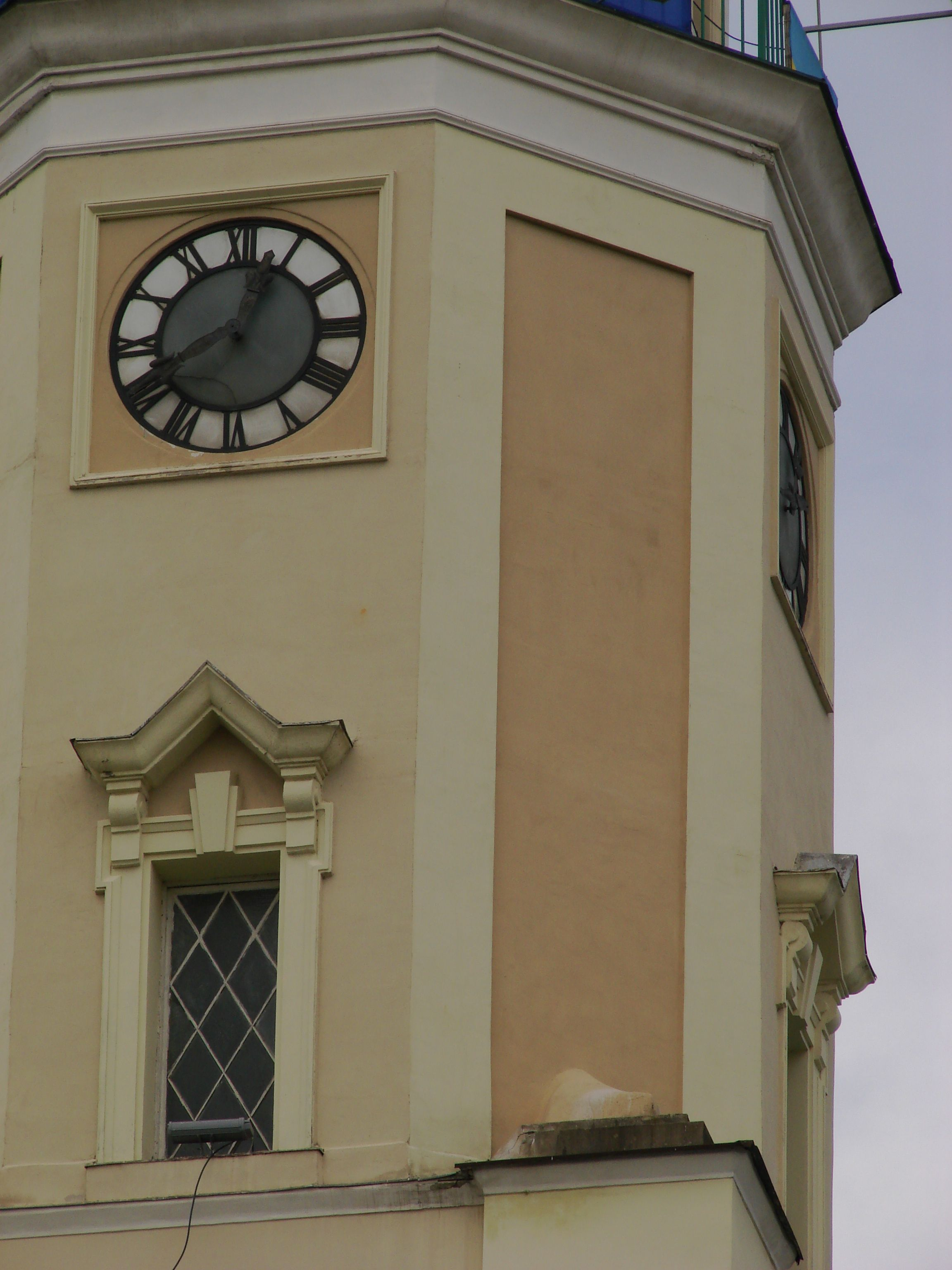
Елементи декору вежі та годинник. Пустуючі ніші колись займали кам'яні грифони.
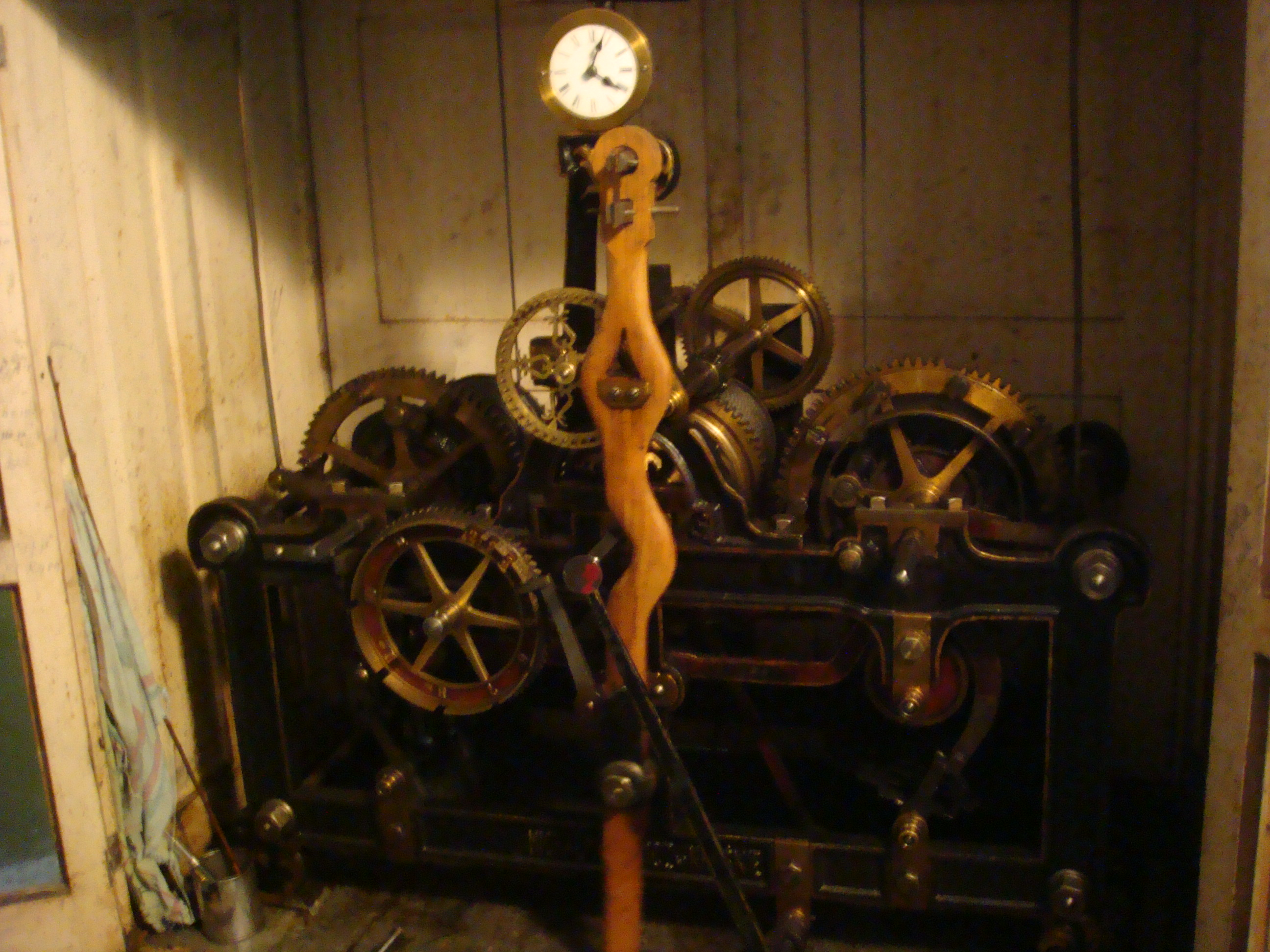
Механізм годинника на ратуші
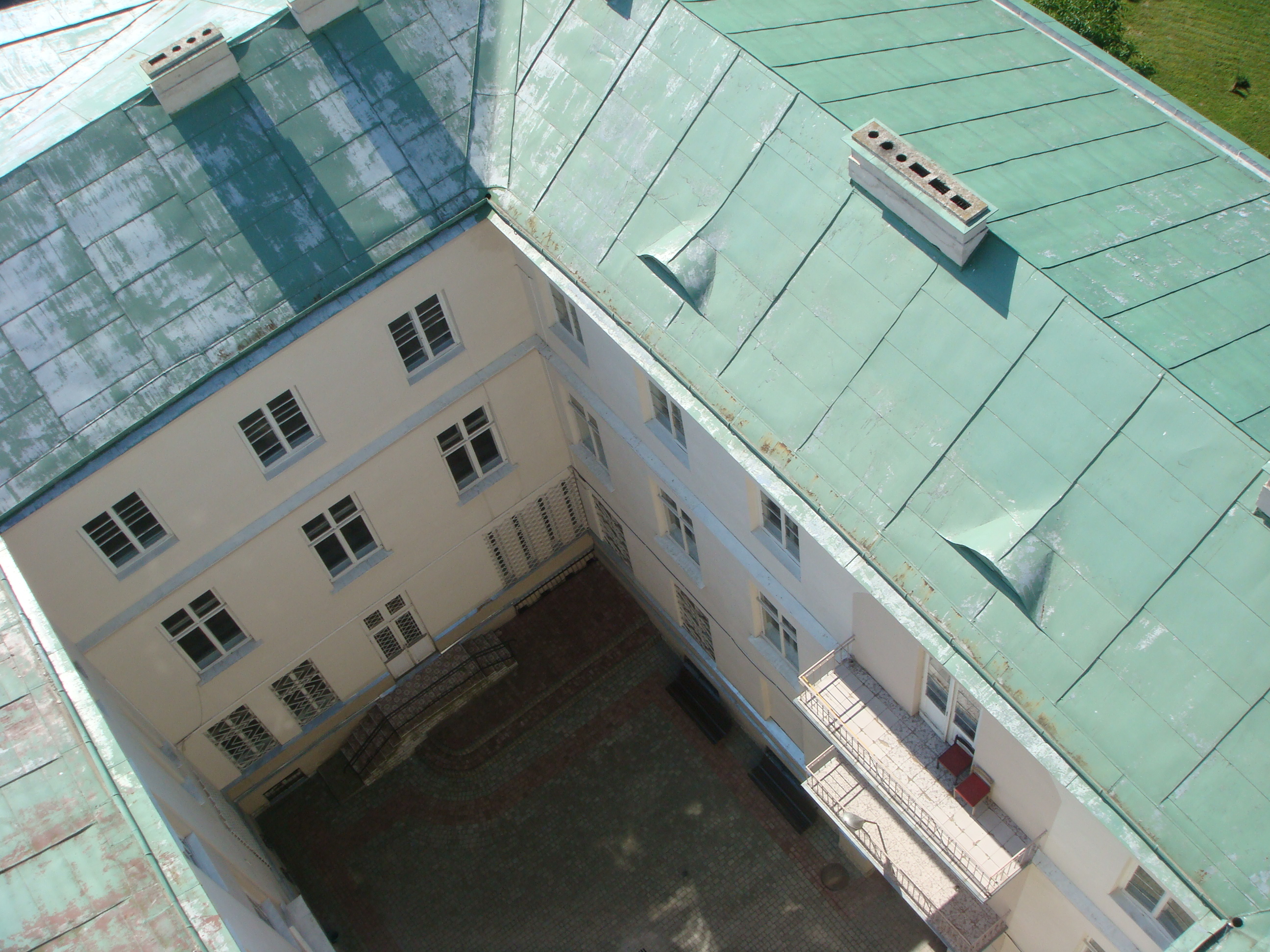
Внутрішній дворик
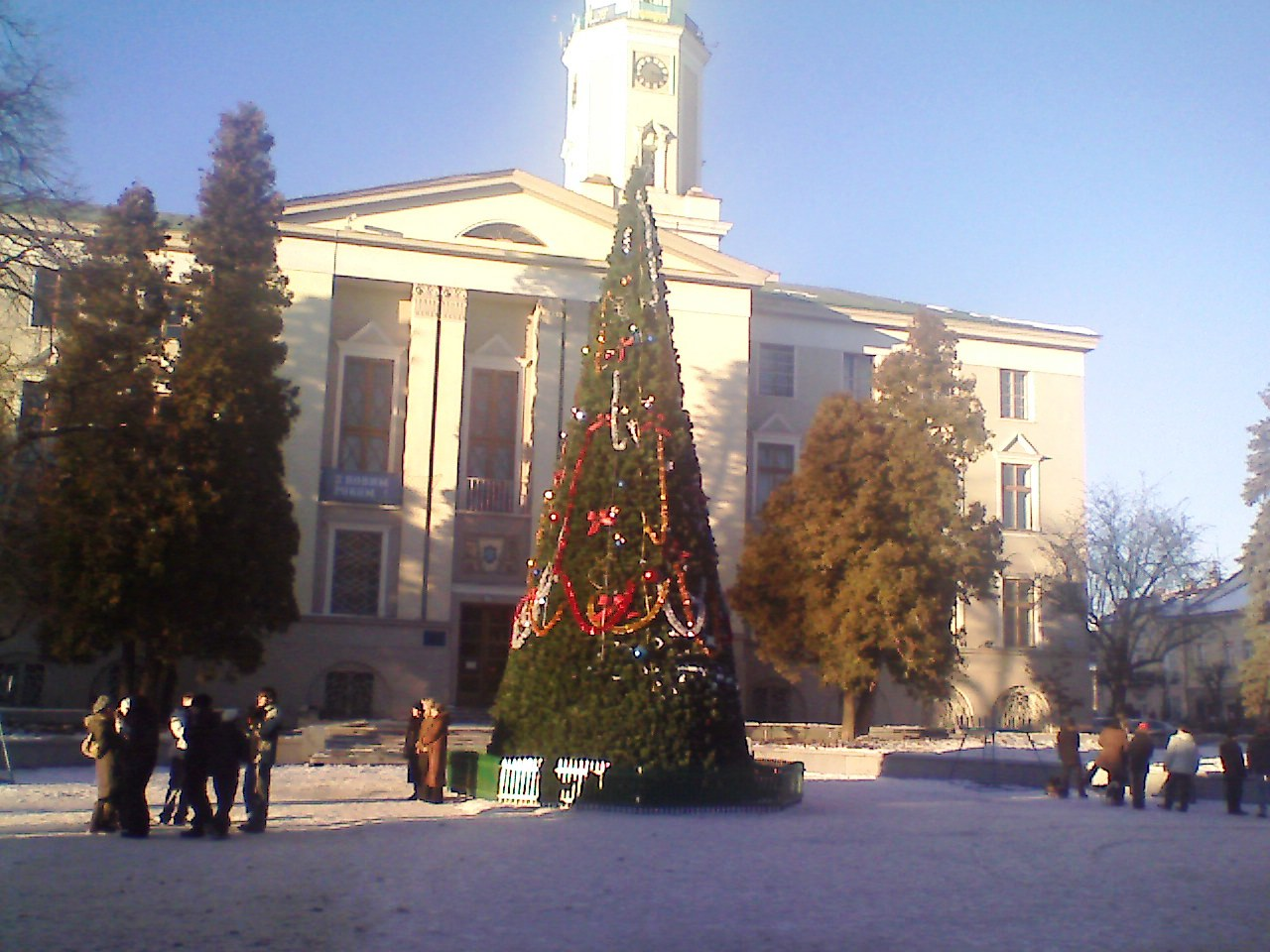
Новорічна ялинка перед ратушею (31 грудня 2008)
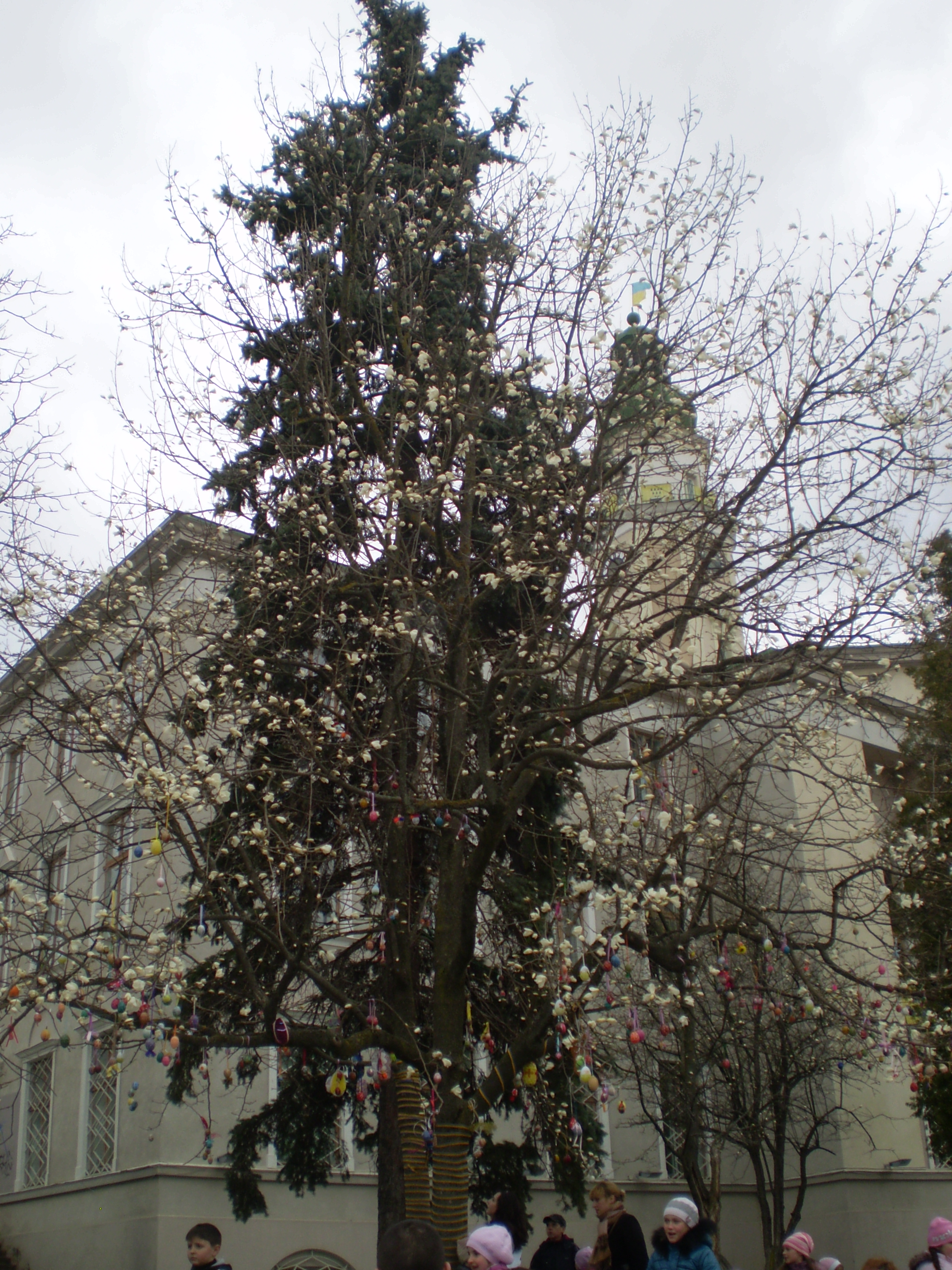
Квітуча магнолія, прикрашена писанками під час Великої Гаївки перед міською ратушею
Прощання добровольців дивізії "Галичина" на площі Ринок біля ратуші (12 листопада 1943)
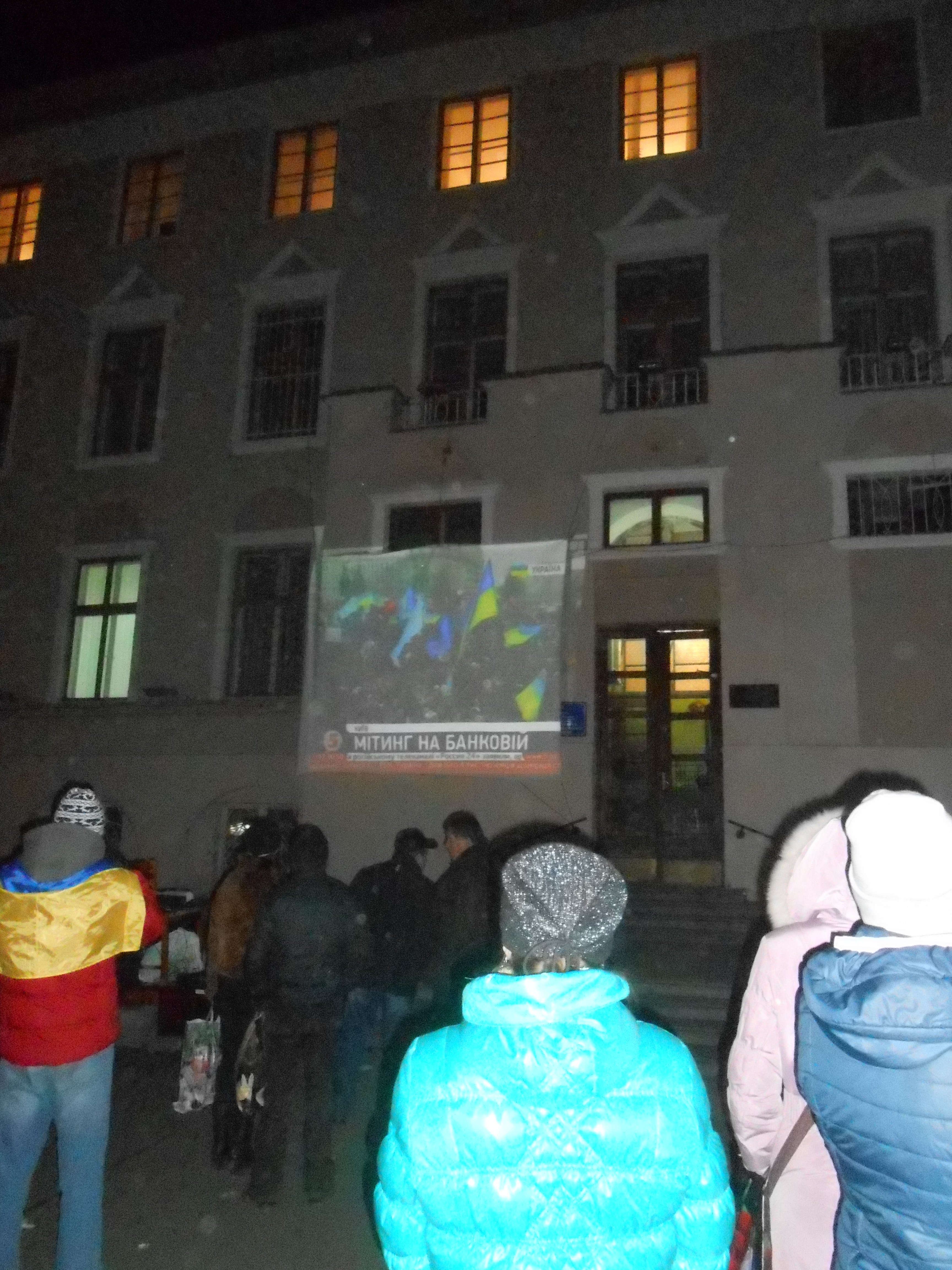
Мітинг в Дрогобичі перед ратушею на підтримку Євромайдану. Ретрансляція новин «5 каналу» на стіні ратуші (3 грудня 2013)
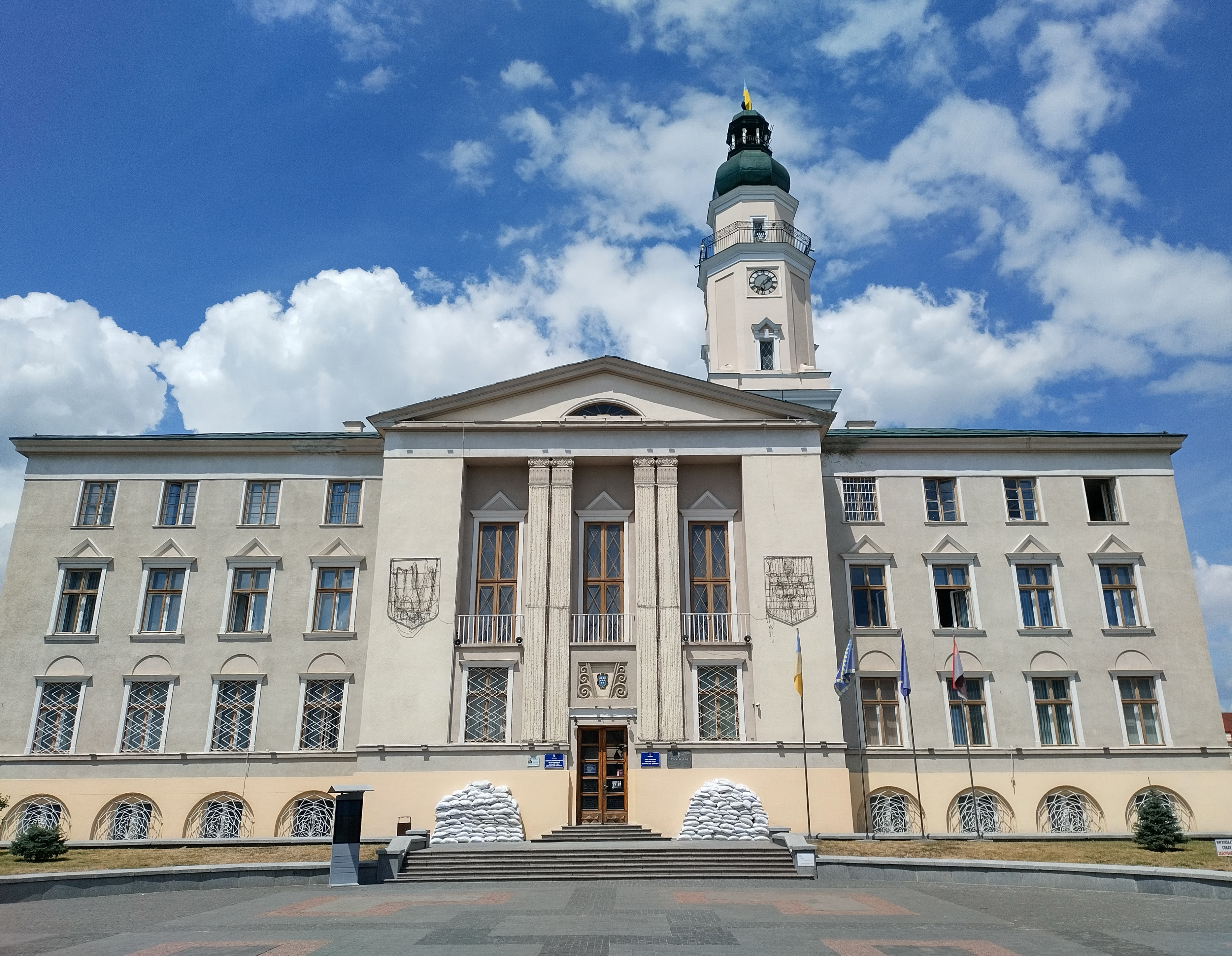
Головний фасад (липень 2022)